# قلب كريم
قلبُ كريم هو فيلم تلفزي مغربي من إخراج عبد الحي العراقي سنة 2019، و بطولة كل من نجاة الوافي، عمر أبو أمل، محمد الشوبي، عزيز ضهيور، محمد الحسوني، نور الدين بكر، وغيرهم.
يتطرق الفيلم لقضية زراعة الأعضاء ومواقف المعنيين بها.

## القصة
يحكي الفيلم قصة الطبيب الشاب كريم، الذي تعرض لحادث سير خطير تسبب له في موت دماغي أدّى به إلى الرقود في السرير بجسد شبه ميت، ستكتشف عائلته فيما بعد أن كريما قد ترك وثيقة يعلن فيها عن تبرعه بأعضائه بعد الوفاة. لم تتقبل العائلة قرار كريم، وبين معاناة الحداد وقرار كريم تعيش الأم نوعا من الحزن المضاعف، إلى غاية اليوم الذي ظهرت فيه عايدة.

## روابط خارجية
- الفيلم على يوتيوب